# Галлер, Херманн
Херманн Галлер (нем. Hermann Galler) — австрийский конькобежец. Участник чемпионатов Европы по конькобежному спорту (выступал за сборную Австро-Венгрии). Был вторым на неофициальном чемпионате Европы-1892 в Вене, заняв первое место на дистанции 1/3 мили. На чемпионате Европы-1895 в Будапеште занял в общем зачёте третье место.

## Достижения
| турнир                                           | дата                | город    | 500 м      | 1500 м       | 5000 м      | 10000 м | 1/3 мили   | 1 миля     | 3 мили      | место |
| ------------------------------------------------ | ------------------- | -------- | ---------- | ------------ | ----------- | ------- | ---------- | ---------- | ----------- | ----- |
| Чемпионат Европы (неофициальный) — многоборье    | 25 января 1892      | Вена     | —          | —            | —           | —       | 1.10,0 (1) | 4.03,0 (2) | 14.08,0 (3) | (2)   |
| Международные соревнования — отдельные дистанции | 20 января 1895      | Вена     | —          | —            | 10.24,8 (1) | —       | —          | —          | —           | -     |
| 3-й чемпионат Европы — многоборье                | 26 — 27 января 1895 | Будапешт | 52,4 (3/q) | 2.51,2 (3/q) | 10.07,4 (3) | —       | —          | —          | —           | (3)   |

## Ссылка
- Сайт SkateResults.com, анг.
- Сайт Deutsche Eisschnelllauf-Gemeinschaft, нем. Архивная копия от 4 марта 2016 на Wayback Machine